# Caio Júlio César (avô de Júlio César)
Caio Júlio César (em latim: Gaius Iulius Caesar) foi o avô paterno de Júlio César.

## Família
Júlio César, no discurso fúnebre de sua tia Júlia, mencionou que os Júlios (Julii) eram descendentes dos deuses, da deusa Vênus.
De acordo com o genealogista inglês William Berry, Caio, o avô de Júlio César, era filho de Caio, e este filho de Sexto, um tribuno militar.

## Casamento
Ele se casou com uma descendente de Anco Márcio, que pertencia à família dos Márcios Reges (Marcii Reges).

## Descendentes
Ele foi o pai de Caio, que foi o pai de Júlio César, o ditador. Ele também foi o pai de Júlia, que se casou com Caio Mário e com quem teve Caio Mário, o Jovem.
De acordo com William Berry, seus filhos Caio e Júlia eram filhos de Márcia, filha de Quinto Márcio Rex.